# PELP-1
PELP-1 (Proteína 1 rica en prolina, ácido glutámico y leucina) es un correpresor transcripcional de receptores nucleares tales como los receptores de glucocorticoides y un coactivador de los receptores de estrógeno.

## Activación de proteína quinasas
PELP-1 ha demostrado ser capaz de unirse tanto al receptor de estrógeno alfa, como al receptor de estrógeno beta. También se ha descrito que las tirosina quinasas de la familia Src pueden formar complejos con los receptores de estrógeno y con PELP-1. De hecho, cuando se produce la unión con PELP-1 y con el receptor de estrógeno alfa, la actividad quinasa de Src se ve activada sobre la base de los niveles de estrógeno. También se ha observado que las MAP quinasas ERK1 y ERK2 son fosforiladas en células que contienen PELP-1 y son tratadas con estrógeno. El incremento de los genes inducidos por estrógeno debido a PELP-1 puede ser bloqueado por inhibidores de proteína quinasas. Esto permite establecer un modelo de la función de PELP-1 en el cual el estrógeno y PELP-1 cooperan para activar quinasas que dan lugar a la activación de la transcripción.

## Histona deacetilasa
Cuando funciona como correpresor de la transcripción, PELP-1 recluta histona deacetilasas. El estrógeno ha sido asociado con la estimulación de la proliferación celular y de la progresión del ciclo celular desde la fase G1 hasta la fase S. La proteína del retinoblastoma (Rb) es un regulador de la fase G1. Se ha descrito que PELP-1 interacciona con Rb. Aún se desconoce si los receptores de estrógeno pueden desplazar a las histonas de Rb.